# Kościół pielgrzymkowy św. Jana Chrzciciela na Bussen
Kościół pielgrzymkowy św. Jana Chrzciciela na Bussen (niem. Wallfahrtskirche St. Johann Baptist auf dem Bussen) – rzymskokatolicka świątynia znajdująca się w niemieckiej gminie Uttenweiler, w dzielnicy Offingen, na górze Bussen.

## Historia
Pierwsza wzmianka o świątyni pochodzi z roku 805, wymieniana jest w dokumentach klasztoru St. Gallen. Wedle źródła z końca IX wieku była on pod wezwaniem św. Leodegara. Pierwsza wzmianka o obecnym patronie, Janie Chrzcicielu, pochodzi z 1432 roku. Obecny kościół wzniesiono w roku 1516. Podczas remontu 1781 podwyższono dach kościoła, a w 1890 roku korpus nawowy przebudowano w stylu neogotyckim. W 1951 wymieniono wyposażenie wnętrza, a w 1960 rozebrano neogotycką część i na jej miejscu w latach 1960-1963, za sprawą ks. proboszcza Josefa Paula, wzniesiono nową, szeroką nawę.

## Architektura i wyposażenie
Świątynia jednonawowa. Wieżę oraz prezbiterium wzniesiono w stylu gotyckim, nawa reprezentuje styl modernistyczny. Zdobiąca prezbiterium pietà zastąpiła wcześniejszą, gotycką rzeźbę, która spłonęła w 1585 roku. Witraże wykonał w latach 1960-1961 Wilhelm Geyer, przedstawiają one m.in. św. Jana Chrzciciela, dawnego patrona, św. Leodegara, siedem radości oraz siedem boleści Matki Bożej.

## Galeria

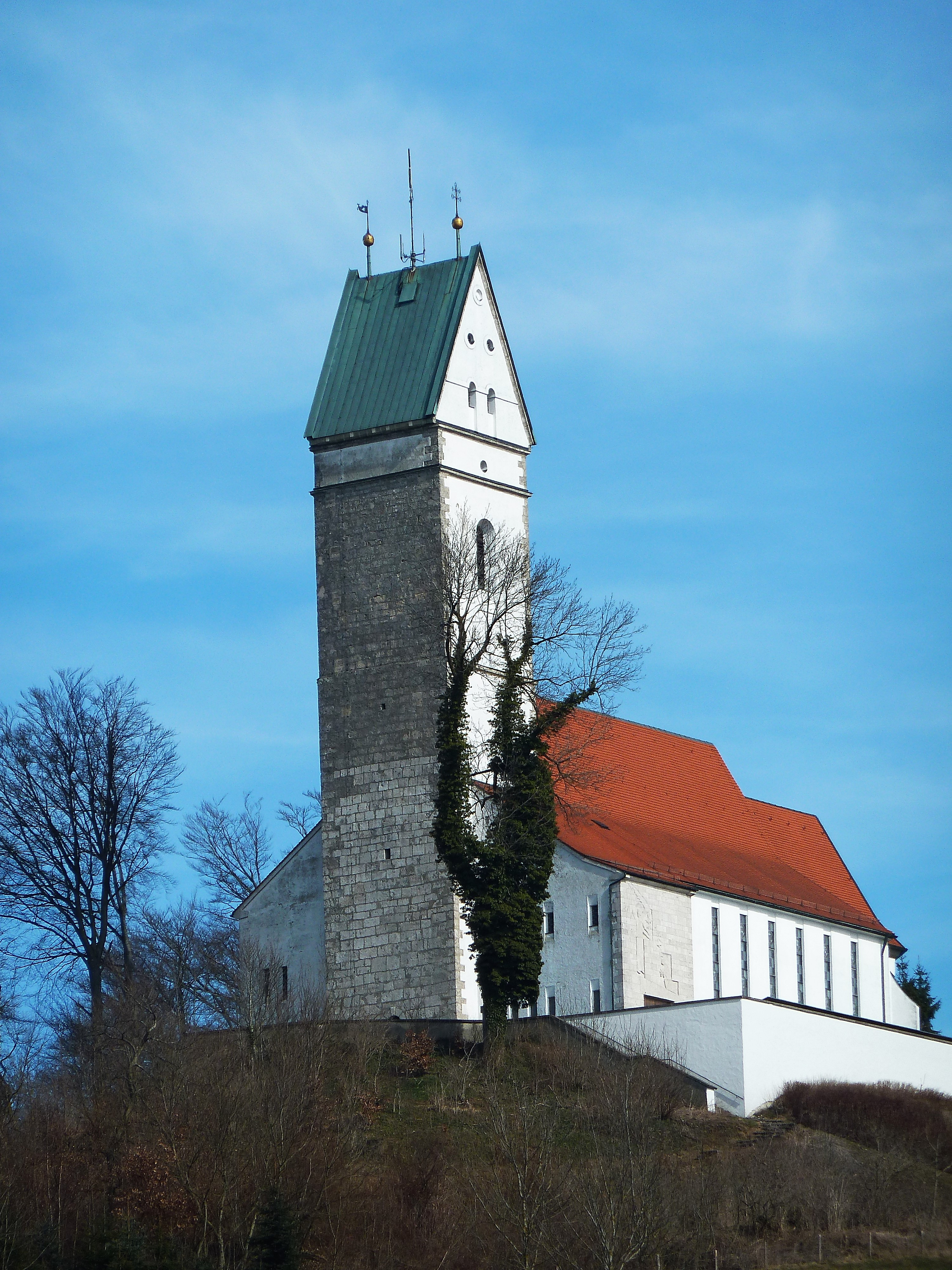
Widok z południowego zachodu
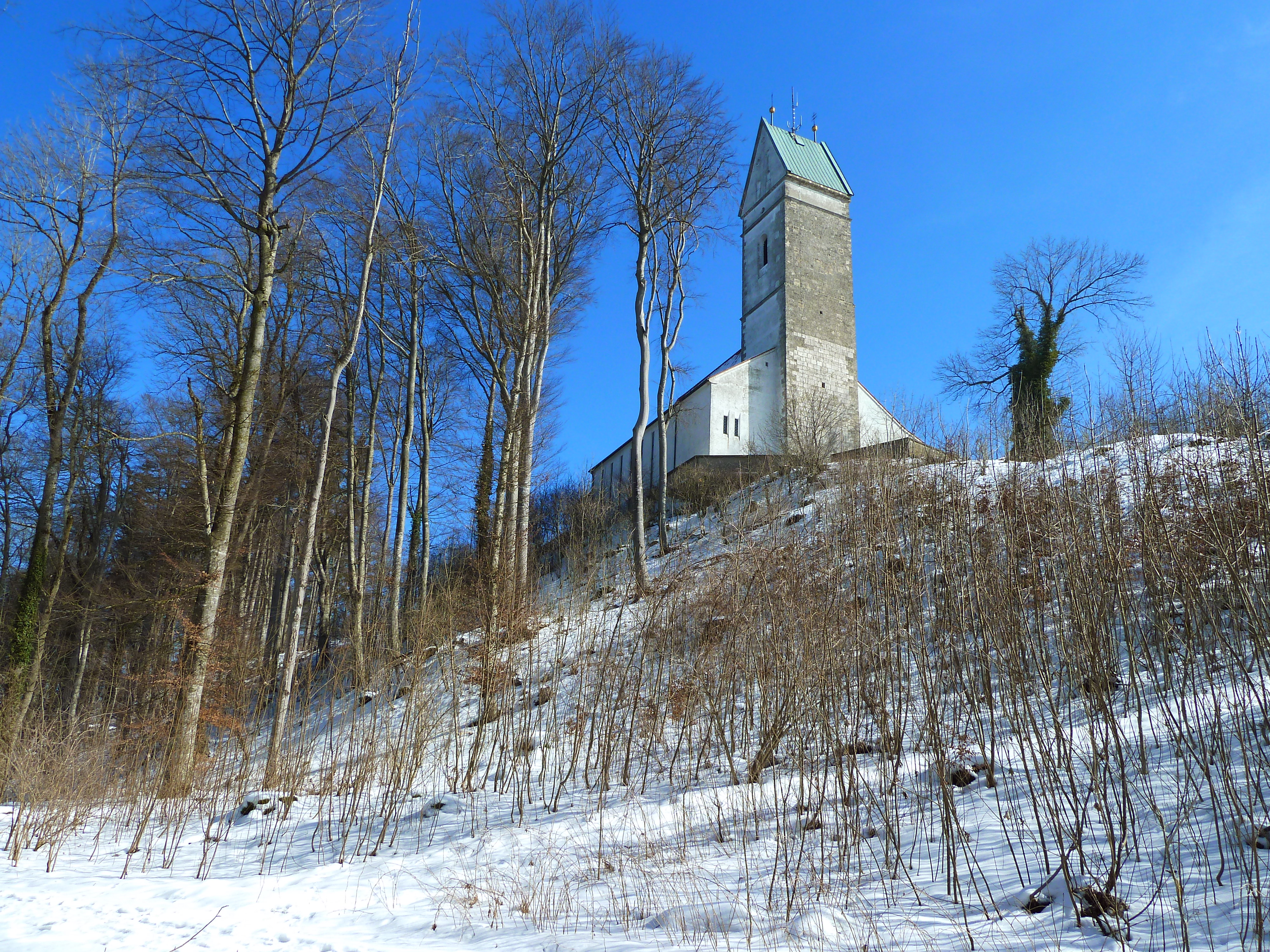
Widok z zachodu
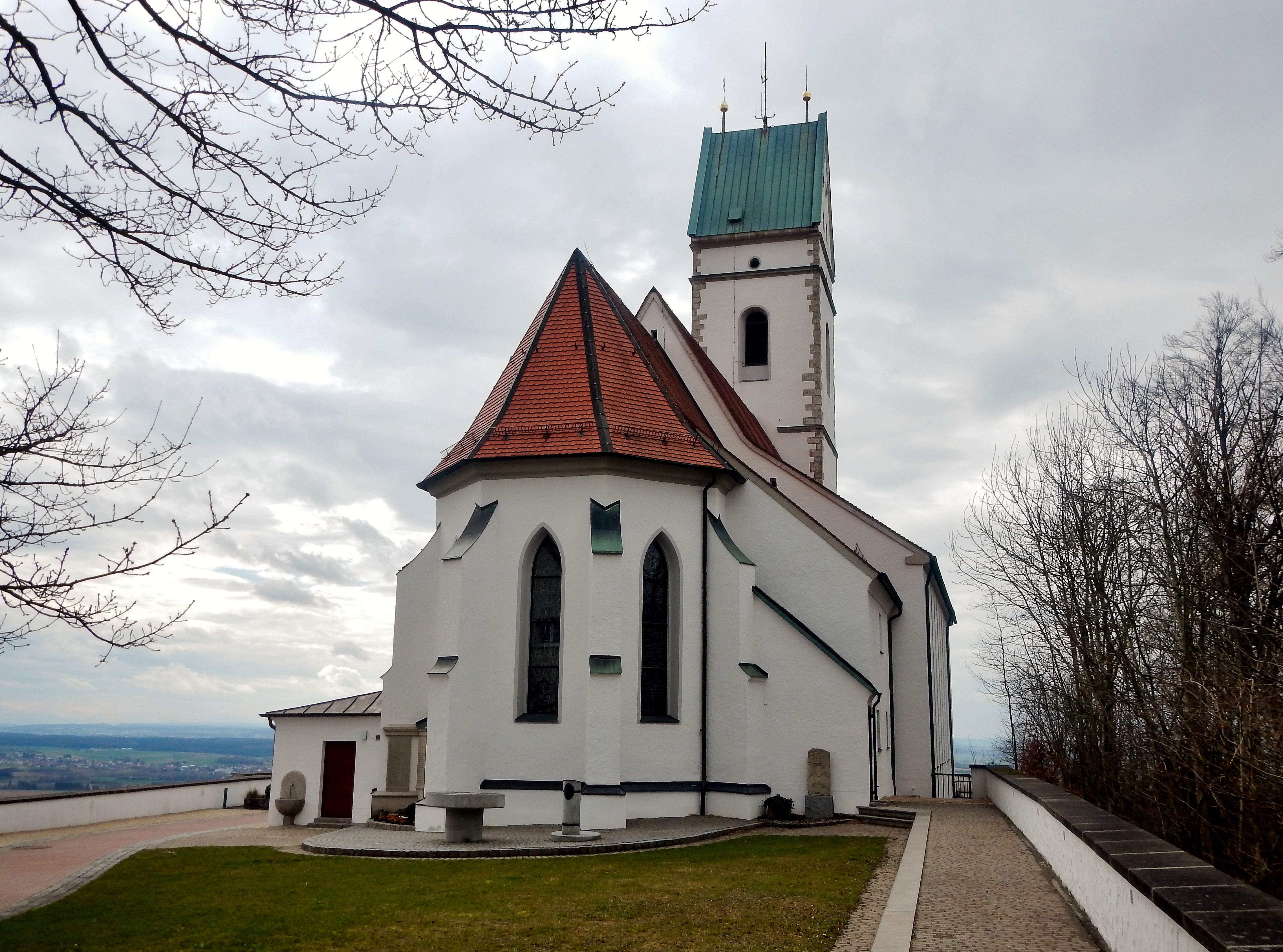
Absyda
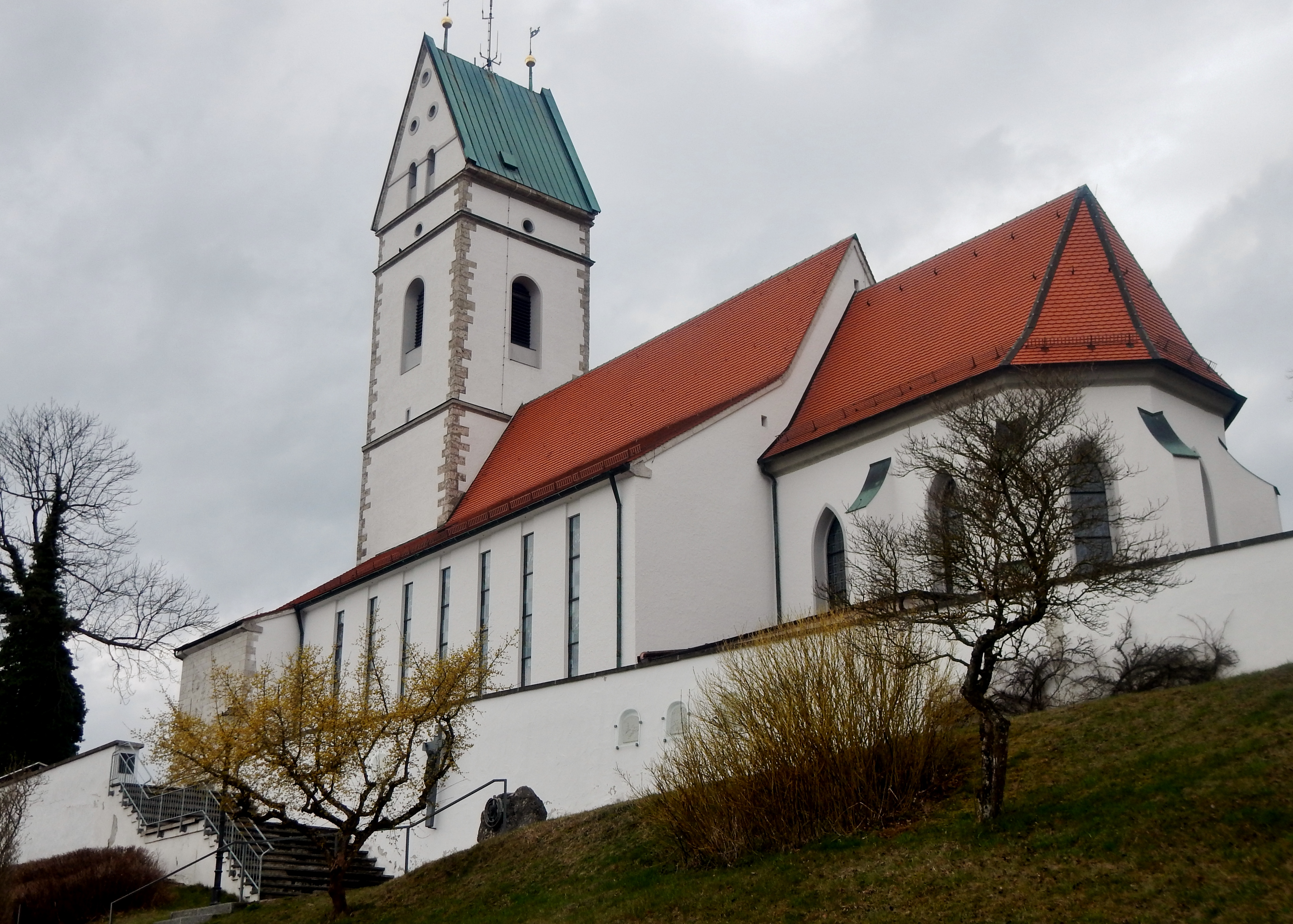
Widok ze wschodu
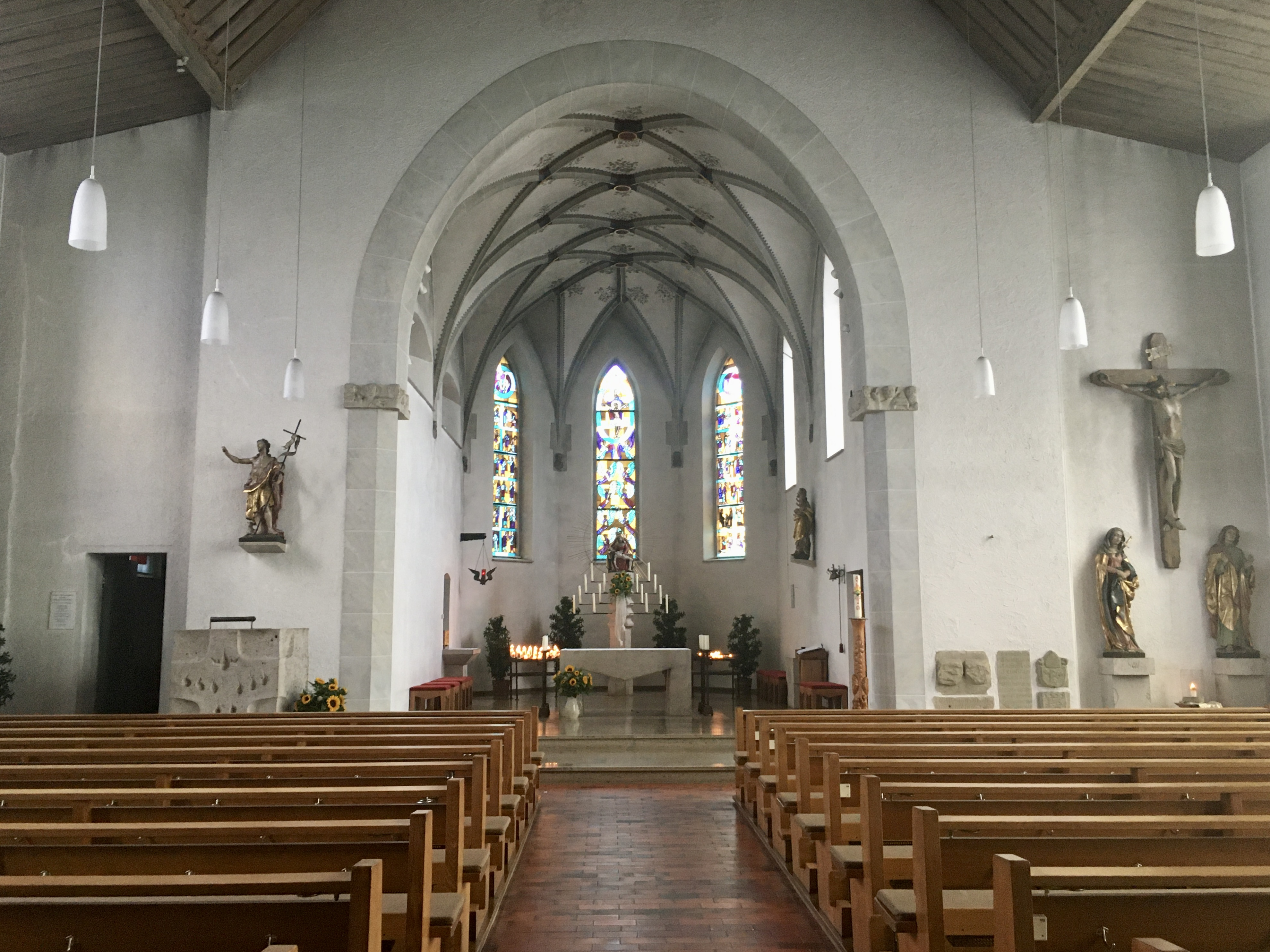
Wnętrze
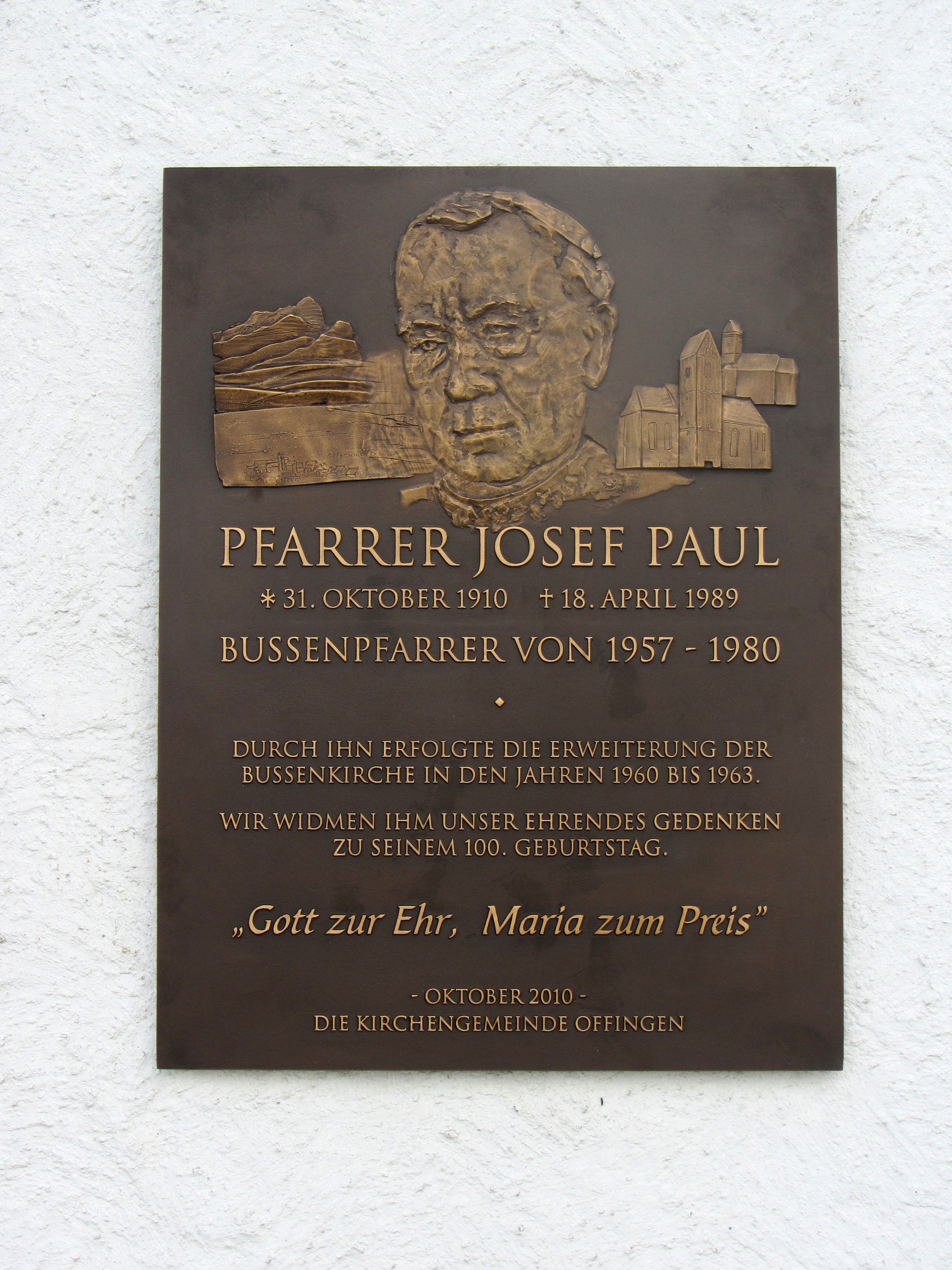
Tablica upamiętniająca ks. Josefa Paula